# Lenguas bódicas orientales
Las lenguas bódicas orientales son un subgrupo de lenguas bódicas no tibéticas, aunque relacionadas con el tibetano, habladas por los monpa.

## Lenguas del grupo
Estas lenguas incluyen:
- Dakpa
- Dzala
- Bumthang (Kheng, Kurtöp, Nupbi, Nyen, Chali)
- Tawang
- Monpa de Montaña Negra ('Olekha).

De todas ellas la lengua más divergente es el dakpa y la más conservativa el monpa de Montaña Negra.

### Clasificación interna
Hyslop (2010) clasigfica las lenguas bódicas orientales de esta manera
- Dakpa, Dzala
- Phojip-Chali-Bumthap
  - Phobjip
  - Chali-Bumthap
    - Chali
    - Bumthap-Kheng-Kurtöp
      - Bumthap
      - Khengkha
      - Kurtöp

Lu (2002) divide la "lengua menba" (门巴语) en las siguientes subdivisiones. El dialecto meridional es probablemente idéntico al monpa tawang.
- Meridional 南部方言: 30 000 hablantes.
  - Dialecto de Mama 麻玛土语: aldea de Mama 麻玛乡 (o 麻麻乡), distrito Lebu 勒布区, Condado Cona, prefectura de Lhoka, Tíbet.
  - Dialecto de Dawang 达旺土语: aldea de Dawang 达旺镇, distrito de Mendawang 门达旺地区, Condado Cona, prefectura de Lhoka, Tíbet.
- Northern 北部方言: 5,000 speakers
  - Dialecto de Wenlang 文浪土语: aldea de Wenlang 文浪乡, distrito de Dexing 德兴区, Condado Mêdog, prefectura de Nyingchi, Tíbet.
  - Dialecto de Banjin 邦金土语: distrito de Bangjin 邦金地区, condado de Mêdog, prefectura de Nyingchi, Tíbet.

## Comparación léxica
Los numerales en diferentes lenguas bódicas son:
| GLOSA | Dakpakha | Dzalakha | Monpa tawang | Kurtokha | Nyenkha | PROTO- BÓDICO OR. |
| ----- | -------- | -------- | ------------ | -------- | ------- | ----------------- |
| '1'   | tʰi      | tʰé      | tʰeʔ53       | tʰéː     | tʰè     | *tʰiʔ             |
| '2'   | lɛyi     | nœ̀i      | na̟i13        | zòn      | zỳn     | *-ni              |
| '3'   | sum      | súm      | sum53        | súm      | sùm     | *sum              |
| '4'   | bli      | blì      | pli53        | blè      | brè     | *bli              |
| '5'   | lɛŋa     | lə̀ŋa     | le31ŋe53     | jɑ̀ŋɑ́     | làŋ     | *ləŋa             |
| '6'   | gro      | grò      | kroʔ53       | ɖò       | ɖù      | *kroʔ *droʔ       |
| '7'   | nis      | ní       | nis55        | nís      | nís     | *nis              |
| '8'   | get      | gìt      | cen13        | ɟɑ̀t      | gjè     | *gyat             |
| '9'   | dugu     | dùgu     | tu31ku53     | dògò     | dòk     | *dugu             |
| '10'  | cih      | ʧí       | ʨi53         | cʰé      | kʲápʦʰé | *ʦʰi              |